# Carlo Pedrotti
Carlo Pedrotti (12. listopadu 1817 Verona – 16. října 1893 tamtéž) byl italský dirigent, hudební skladatel a pedagog.

## Život
Narodil se 12. listopadu 1817 ve Veroně a studoval u skladatele Domenica Foroniho. Ještě během studia zkomponoval dvě opery, které však nebyly nikdy provedeny. Další dvě opery, Lino a Clara di Milano uvedl jeho učitel v roce 1840 v divadle Teatro Filarmonico, kde byl ředitelem a hlavním dirigentem. Opery byly příznivě přijaty. Po následující čtyři sezóny působil Pedrotti jako dirigent Italské opery v Amsterodamu, kde také uvedl další dvě své opery.
V roce 1845 se vrátil do Verony a následujících 23 let byl učitelem hudby a řídil orchetry divadel Teatro Nuovo a Teatro Filarmonico. V tomto období zkomponoval 10 oper. Z nich nejúspěšnější byla opera semiseria Fiorina (1851) a commedia lirica Tutti in maschera (1856). Druhá z těchto oper byla uvedena i ve Vídni a v Paříži a v roce 2008 na operním festivalu ve Wexfordu.
V roce 1868 se Pedrotti přestěhoval do Turína, kde byl jmenován ředitelem a dirigentem divadla Teatro Regio a ředitelem konzervatoře Liceo Musicale. Proslul zejména populárními koncerty symfonické hudby. V témže ho Giuseppe Verdi pozval k účasti na komponování Messa per Rossini, velkého Requiem, které mělo být provedeno na výročí úmrtí Gioacchina Rossiniho dne 14. listopadu 1869 v bazilice San Petronio v Bologni. Pedrotti složil sekvenci Tuba mirum pro baryton a sbor, mše však byla provedena až po více než stu letech, v roce 1988. V době svého působení v Turíně zkomponoval pouze dvě opery: Il favorito (1870) a Olema la schiava (1872). Ukázalo se, že to byly opery poslední.
V roce 1882 odešel do Pesara a stal se prvním ředitelem Liceo Musicale, na jehož založení zanechal Rossini finanční prostředky ve své poslední vůli. Zorganizoval oslavy stého výročí Rossiniho narození v roce 1892 a následujícího roku odešel do Verony s odvoláním na špatný zdravotní stav. V říjnu téhož roku, spáchal sebevraždu. Utopil se v řece Adiži.

## Opery
- Antigone, opera seria (Marcelliano Marcello, neprovedeno)
- La sposa del villaggio, opera semiseria(Marcelliano Marcello, neprovedeno)
- Lina, dramma semiserio (Marcelliano Marcello, 1840 Verona, Teatro Filarmonico)
- Clara di Milano, opera seria (1840 Verona)
- Matilde, opera seria (1841 Amsterdam, Teatro Italiano)
- La figlia dell'arciere, melodramma serio (Felice Romani, 1844 Amsterdam)
- Romea di Montfort, melodramma (Gaetano Rossi, 1846 Verona, Teatro Filarmonico)
- Fiorina o La fanciulla di Glaris, melodramma semiserio (Benedetto Serenelli, 1851 Verona, Teatro Nuovo)
- Il perruchiere della reggenza, melodramma comico (Gaetano Rossi, 1852 Verona)
- Gelmina o Col fuoco non si scherza, melodramma semiserio (Giovanni Peruzzini, 1853 Milán, La Scala)
- Genoveffa del Brabante, melodramma (Gaetano Rossi, 1854 Milán)
- Tutti in maschera, commedia lirica (Marcelliano Marcello podle Goldoniho 1856 Verona, Teatro Nuovo)
- Isabella d'Aragona, dramma lirico (Marcelliano Marcello, 1859 Turín, Teatro Vittorio Emanuele)
- Guerra in quattro, opera buffa (Marcelliano Marcello, 1861 Milán, Teatro alla Canobbiana)
- Mazeppa, melodramma tragico (Achille de Lauzières, 1861 Bologna, Teatro Comunale)
- Marion de Lorme, dramma lirico (Marcelliano Marcello podle Victora Huga, Terst, Teatro Grande)
- La vergine di Kermo, opera seria (pasticio, Francesco Guidi, 1870 Cremona, Teatro Concordia)
- Il favorito, tragedia lirica (Gualfardo Bercanovich, 1870 Turín, Teatro Regio)
- Olema la schiava, melodramma (Francesco Maria Piave, 1872 Modena, Teatro Municipale)